# Capitoli di Initial D

Copertina del primo volume dell'edizione italiana

Questa è la lista dei capitoli di Initial D, manga scritto e disegnato da Shuichi Shigeno. È stato serializzato dal 17 luglio 1995 al 29 luglio 2013 sulla rivista Young Magazine edita da Kōdansha. I capitoli sono stati raccolti in 48 volumi tankōbon pubblicati dal 6 novembre 1995 al 6 novembre 2013. Una seconda edizione in formato shinsōban e composta da 24 volumi è uscita tra il 6 novembre 2020 e il 4 giugno 2021.
In Italia la serie è stata annunciata il 25 novembre 2022 durante la Milan Games Week da Edizioni BD che la pubblica sotto l'etichetta J-Pop a partire dal 29 marzo 2023. Si basa sull'edizione shinsōban giapponese e perciò ogni numero corrisponde a due volumi della prima edizione.
In Nord America, il manga è stato concesso in licenza da Tokyopop nel 2001 assieme alla serie anime. L'azienda ha deciso di cambiare i nomi dei personaggi nell'anime, e successivamente anche nel manga per motivi di coerenza. Tali modifiche sono state apportate in modo da riflettere i nomi adottati da Sega nelle versioni occidentali dei videogiochi da sala di Initial D Arcade Stage. Tokyopop ha anche censurato le brevi scene di nudo presenti nel manga originale. Inoltre alcuni dialoghi sono stati adattati in modo affine al gergo e ai riferimenti culturali puramente statunitensi o inglesi. L'azienda ha pubblicato trentatré volumi dal 21 maggio 2002 al 13 gennaio 2009, prima di annunciare nell'agosto 2009 che i loro contratti di licenza manga con Kōdansha erano scaduti. Nell'aprile 2019, ComiXology e Kodansha Comics hanno annunciato di aver pubblicato i volumi dall'1 al 38 in versione digitale, mentre i volumi dal 39 al 48 sono usciti a luglio dello stesso anno.
La serie è stata distribuita anche in Francia prima da Asuka e poi da Kazé.

## Lista volumi

### Parte 1: l'AE86 di Akina
| Nº Ja | Nº It | Data di prima pubblicazione | Data di prima pubblicazione | Data di prima pubblicazione | Data di prima pubblicazione                                                |
| Nº Ja | Nº It | Giapponese | Giapponese                  | Italiano                    | Italiano                                                                   |
| ----- | ----- | --- | --------------------------- | --------------------------- | -------------------------------------------------------------------------- |
| 1     | 1     | 6 novembre 1995 | ISBN 4-06-323567-X          | 29 marzo 2023               | ISBN 978-88-349-1894-4                                                     |
| 1     | 1     | Capitoli - Il viaggio sta per cominciare (di Dario Moccia) - 1. Compriamo una 86! (ハチロク買おーぜ?, Hachi-Roku kaōze) - 2. I più veloci: I Rotary Brothers! (最速!!ロータリー・ブラザーズ?, Saisoku!! Rōtarī Burazāzu!!) - 3. Il drift estremo del venditore di tofu (究極のとうふ屋ドリフト?, Kyūkyoku no tōfu Ya Dorifuto) - 4. La tragica determinazione di Iketani (池谷の悲壮な決意!!?, Iketani no hisō na ketsui!!) - 5. Voglio la rivincita! Il 13B Turbo ruggisce (リベンジ宣言!!吠える13Bターボ?, Ribenji sengen!! Hoeru 13B Tābo) - 6. Il segreto di Natsuki (なつきの秘密・・!??, Natsuki no himitsu..!?) - 7. Tragedia! Iketani si schianta (無残!池谷クラッシュ!!?, Muzan! Iketani Kurasshu!!) - 8. Match amichevole (交流戦突入!!?, Kōryū sen totsunyū!!) - 9. Ascolta il ruggito del 4A-G! (聞け!!4A-Gの雄叫びを?, Kike!! 4A-G no otakebi wo) - 10. Lo specialista della Downhill (ダウンヒルスペシャリスト?, Daunhiru Supesharisuto) |                             |                             |                                                                            |
| 2     | 1     | 6 febbraio 1996 | ISBN 4-06-323583-1          | 29 marzo 2023               | ISBN 978-88-349-1894-4                                                     |
| 2     | 1     | Capitoli - 11. Takumi il fulmine (拓海!!電光石火?, Takumi!! Denkōsekka) - 12. Dogfight (ドッグファイト?, Doggufaito) - 13. Fine della sfida! La tecnica speciale di Takumi (決着!!拓海の得意技?, Ketchaku!! Takumi no tokui waza) - 14. Il mare è così vasto (海は広いね大きいね?, Umi ha hiroi ne ōkī ne) - 15. Duello sulla vetta (頂上対決!!?, Chōjō taiketsu!!) - 16. La preziosa esperienza di Iketani (池谷の貴重な体験?, Iketani no kichō na taiken) - 17. Un nuovo sfidante! (新たなる挑戦者!!?, Arata naru chōsen sha!!) - 18. L'orgoglio di Takumi (拓海のプライド?, Takumi no Puraido) - 19. Non ho paura di una GT-R! (オレはGT-Rなんざ怖くねぇ?, Ore ha GT-R nanza kowaku nē) - 20. Ridammi la 86, stupido vecchio! (バカおやじハチロク返せ!!?, Baka oyaji Hachi-Roku kaese!!) - 21. Il punto debole della GT-R (GT-Rの弱点?, GT-R no jakuten) - Intervista a Shuichi Shigeno - prima parte |                             |                             |                                                                            |
| 3     | 2     | 8 maggio 1996 | ISBN 4-06-323598-X          | 26 aprile 2023              | ISBN 978-88-349-1928-6                                                     |
| 3     | 2     | Capitoli - 22. Il drift a tutto gas di Takumi (拓海の全開ドライブ?, Takumi no zenkai Doraibu) - 23. Raggiungi quella GT-R! (GT-Rを追いつめろ!!?, GT-R wo oitsumero!!) - 24. Una battaglia di limiti! (限界バトル!!?, Genkai Batoru!!) - 25. I cinque tornanti esplosivi (爆裂5連ヘアピン!!?, Bakuretsu 5 ren Heapin!!) - 26. Controllo millimetrico (限界コントロール?, Genkai Kontorōru) - 27. Arriva la Levin di Itsuki (イツキのレビン登場?, Itsuki no Rebin tōjō) - 28. La corsa della Levin con la forza dell'amicizia (友情パワーレビン激走!!?, Yūjō Pawā Rebin gekisō!!) - 29. Un altro specialista della discesa (もう一人の下り(ダウンヒル)スペシャリスト?, Mō hitori no Daunhiru Supesharisuto) - 30. Dangerous Shingo (デンジャラス慎吾?, Denjarasu Shingo) - 31. Takumi VS Shingo (拓海VS. 慎吾?, Takumi VS. Shingo) - 32. Un folle deathmatch (狂気のデスマッチ?, Kyōki no Desumacchi) |                             |                             |                                                                            |
| 4     | 2     | 6 agosto 1996 | ISBN 4-06-336613-8          | 26 aprile 2023              | ISBN 978-88-349-1928-6                                                     |
| 4     | 2     | Capitoli - 33. Un genio che si evolve (進化する天才!!?, Shinka suru tensai!!) - 34. L'impazienza di Shingo (慎吾のあせり?, Shingo no aseri) - 35. Contrattacco! La quintessenza della discesa (反撃!!ダウンヒルの真髄?, Hangeki!! Daunhiru no shinzui) - 36. Il pilota definitivo della Downhill (究極のダウンヒラー?, Kyūkyoku no Daunhirā) - 37. E Takumi fa ancora il tonto (そして拓海はまたボケる?, Soshite Takumi ha mata bokeru) - 38. Il potenziale disinvolto di Bunta (さりげなく 文太の底力!!?, Sarigenaku Bunta no sokojikara!!) - 39. "La cometa bianca"! Keisuke Takahashi entra in azione (白い彗星!!高橋涼介始動?, Shiroi suisei!! Takahashi Ryōsuke shidō) - 40. Una messa a punto inusuale (意外なチューニング?, Igai na chūningu) - 41. La fissazione di Takumi per le ragazze mi fa arrabbiare! (イライラするぜ拓海の女ボケ?, Iraira suru ze Takumi no onna boke) - 42. La vigilia dei rivali (ライバル達の前夜祭!!?, Raibaru tachi no zenyasai!!) - 43. Takumi parte - Il momento predestinato (拓海発進運命の瞬間(とき)!!?, Takumi hasshin unmei no toki!!) - Le auto e le sfide del manga leggendario                          |                             |                             |                                                                            |
| 5     | 3     | 6 dicembre 1996 | ISBN 4-06-336637-5          | 28 giugno 2023              | ISBN 978-88-349-2082-4                                                     |
| 5     | 3     | Capitoli - 44. Drift VS Drift (ドリフト対ドリフト?, Dorifuto Tai Dorifuto) - 45. La dura lotta di Takumi: Per la prima volta sotto pressione (拓海苦戦はじめてのプレッシャー?, Takumi kusen hajimete no Puresshā) - 46. Situazione disperata (絶体絶命?, Zettaizetsumei) - 47. Un amaro sottosterzo (痛恨のアンダーステア?, Tsūkon no Andāsutea) - 48. L'errore di calcolo di Ryosuke (涼介の誤算?, Ryōsuke no gosan) - 49. Un sorpasso mirabolante (火花散らすラインクロス!!?, Hibana Chirasu Rain Kurosu!!) - 50. Verso nuove frontiere (新境地へ向けて?, Shin kyōchi he mukete) - 51. Una cotta per la persona sbagliata? (ホレた相手が悪いかも??, Hore ta aite ga warui kamo?) - 52. Nubi cupe su un amore estivo (暗雲立ちこめる避暑地の恋?, Anun tachikomeru hisho chi no koi) - 53. L'impetuoso e puro amore di Iketani (池谷 純愛まっしぐら?, Iketani junai masshigura) - 54. Avrai la mia prima volta (真子のバージンあげます!!?, Mako no Bājin age masu!!) |                             |                             |                                                                            |
| 6     | 3     | 6 febbraio 1997 | ISBN 4-06-336650-2          | 28 giugno 2023              | ISBN 978-88-349-2082-4                                                     |
| 6     | 3     | Capitoli - 55. Per te farei di tutto (君のためならオレはやる?, Kimi no tame nara ore ha yaru) - 56. Sfida verso l'ignoto (未知への挑戦!!?, Michi heno chōsen!!) - 57. La previsione di Bunta: Takumi non perderà! (文太の予言 拓海は負けねえ!!?, Bunta no yogen Takumi ha make nē!!) - 58. Vento caldo! Corsa intensa! Il passo di Usui (熱風!!激走!!碓氷峠?, Neppū!! Gekisō!! Usui tōge) - 59. Il fascino del Super Drift di Takumi (魅せろ拓海のスーパードリフト!!?, Misero Takumi no Sūpā Dorifuto!!) - 60. Il ritorno della coppia più forte (とりもどせ最速のコンビネーション!!?, Torimodose saisoku no Konbinēshon!!) - 61. Resa dei conti (決着?, Ketchaku) - 62. Non mi ritirerò! (引退なんかしないもん!!?, Intai nanka shinai mon!!) - 63. The End of Summer (ジ•エンド•オブ•サマー?, Ji.Endo.Obu.Samā) - 64. The End of Summer - Conclusione (?) (ジ•エンド•オブ•サマー完結編(?)?, Ji.Endo.Obu.Samā kanketsu hen (?)) - 65. Il progetto si evolve (進行するプロジェクト?, Shinkō Suru Purojekuto) - Initial D, dalla carta ai cabinati |                             |                             |                                                                            |
| 7     | 4     | 6 giugno 1997 | ISBN 4-06-336670-7          | 30 agosto 2023              | ISBN 978-88-349-2184-5                                                     |
| 7     | 4     | Capitoli - 66. Keisuke Takahashi non ha punti deboli (高橋啓介に死角なし!!?, Takahashi Keisuke ni shikaku nashi!!) - 67. Duro scontro in salita (激闘ヒルクライム!!?, Gekitō Hirukuraimu!!) - 68. Collisione di orgogli (激突するプライド!!?, Gekitotsu Suru Puraido!!) - 69. All'inseguimento della mirabolante macchina da battaglia (驚異のハイテク戦闘機を追え!!?, Kyōi no haiteku sentōki wo oe!!) - 70. La FD-3S può sterzare così tanto?! (そこまで曲がるかFD-3S!!?, Soko made magaru ka FD-3S!!) - 71. Keisuke Takahashi, un uomo acuto (キレる男 高橋啓介!!?, Kire ru otoko Takahashi Keisuke!!) - 72. Informazioni sullo sterzo (ステアリング インフォメーション?, Sutearingu Infomēshon) - 73. Mostrateci un piovoso Downhill! (見せてくれ 雨のダウンヒル!!?, Misete kure ame no Daunhiru!!) - 74. Un inquietante nuovo sfidante (不気味なエリア外新勢力!!?, Bukimi na eria gai shin seiryoku!!) - 75. Scopri il terrore di un duello sotto la pioggia! (レインバトルの恐怖を知れ!!?, Reinbatoru no kyōfu wo shire!!) - 76. Una guida che grida: il genio fa breccia (絶叫ドライブ つきぬける天才!!?, Zekkyō Doraibu tsukinukeru tensai!!) |                             |                             |                                                                            |
| 8     | 4     | 5 settembre 1997 | ISBN 4-06-336686-3          | 30 agosto 2023              | ISBN 978-88-349-2184-5                                                     |
| 8     | 4     | Capitoli - 77. Sfida a tre: uno spaventoso Myogi (三つどもえ 戦慄の妙義!!?, Mitsudomoe senritsu no Myōgi!!) - 78. L'ombra della squadra più forte (最強軍団の影?, Saikyō gundan no kage) - 79. La super arma contro le regole (掟やぶりのスーパーウエポン?, Okite yaburi no Sūpāuepon) - 80. Il piano per mettere il turbo alla 86 (prima parte) (ハチロク ターボ化計画パート(1)?, Hachi-Roku Tābo ka keikaku Pāto (1)) - 81. Acerrimi rivali (宿命のライバル?, Shukumei no Raibaru) - 82. Nessuna chance di vittoria (勝率0パーセント!!?, Shōritsu 0 Pāsento!!) - 83. La Evo IV all'attacco (エボIV出撃?, Ebo IV shutsugeki) - 84. La minaccia degli Emperor (エンペラーの脅威?, Enperā no kyōi) - 85. La 86 all'attacco: scontro sul monte Akina (ハチロク出撃 秋名山でむかえうて!!?, Hachi-Roku shutsugeki akinasan de mukaeute!!) - 86. High Tech VS Super Technique (ハイテクVS.スーパーテクニック?, Haiteku VS. Sūpā Tekunikku) - 87. Presagi di sconfitta (敗北の予感?, Haiboku no yokan) - Intervista a Shuichi Shigeno - Seconda parte |                             |                             |                                                                            |
| 9     | 5     | 5 dicembre 1997 | ISBN 4-06-336706-1          | 25 ottobre 2023             | ISBN 978-88-349-1267-6                                                     |
| 9     | 5     | Capitoli - 88. L'ira di Seiji (清次の怒り?, Seiji no ikari) - 89. La sterzata lampo di Seiji Iwaki (剛腕清次 電光ステアリング?, Gōwan seiji denkō Sutearingu) - 90. La trappola della curva stretta (低速コーナーの落とし穴?, Teisoku kōnā no otoshiana) - 91. Il trucco dello scolo... seconda parte (必殺ミゾ落としパート2!!?, Hissatsu mizo otoshi Pāto 2!!) - 92. Showtime miracoloso (奇跡のショータイム!!?, Kiseki no Shō Taimu!!) - 93. Scontro decisivo sul monte Akagi (赤城山決戦?, Akagiyama kessen) - 94. Natsuki va a vedere le corse (なつきちゃん ギャラリーに行く?, Natsuki-chan gyararī ni iku) - 95. Guida tu, Takumi! (拓海くん 運転かわって!!?, Takumi-kun unten kawatte!!) - 96. Tsukamoto sviene (悶絶 塚本先輩?, Monzetsu Tsukamoto senpai) - 97. L'arma segreta di Kyoichi Sudo (須藤京一の秘密兵器?, Sudō Kyōichi no himitsu heiki) - 98. Il ragazzo che mi piace (好きになった男の子?, Suki ni natta otokonoko) |                             |                             |                                                                            |
| 10    | 5     | 6 febbraio 1998 | ISBN 4-06-336718-5          | 25 ottobre 2023             | ISBN 978-88-349-1267-6                                                     |
| 10    | 5     | Capitoli - 99. Dubbi che maturano (ふくれていく疑惑?, Fukureteiku giwaku) - 100. Uno spettacolo sconvolgente: al monte Akagi! (衝撃の目撃 赤城へ!!?, Shōgeki no mokugeki Akagi he!!) - 101. Delusioni d'amore e duelli infuocati (玉砕上等 火の玉バトル?, Gyokusai jōtō hinotama Batoru) - 102. La feroce discesa dal monte Akagi (壮絶 赤城おろし!!?, Sōzetsu Akagi Oroshi!!) - 103. La tecnica chirurgica di Kyoichi (さえわたる京一のテクニック?, Saewataru Kyōichi no Tekunikku) - 104. Ruggisci, 4A-G! (泣け!! オレの4A-G?, Nake!! Ore no 4A-G) - 105. Ostinazione (抵抗?, Teikō) - 106. Conto alla rovescia per la rovina (破滅へのカウントダウン!!?, Hametsu heno Kauntodaun!!) - 107. Addio, mia adorata 86 (さよなら大好きなハチロク?, Sayonara daisuki na hchi roku) - 108. Fuori combattimento (再起不能?, Saiki funō) - 109. Tumulto (混迷?, Kommei) - 110. Un nuovo duello del destino (因縁の対決 再び!!?, Innen no taiketsu futatabi!!) - Progettare una leggenda |                             |                             |                                                                            |
| 11    | 6     | 7 maggio 1998 | ISBN 4-06-336736-3          | 6 dicembre 2023             | ISBN 978-88-349-1350-5                                                     |
| 11    | 6     | Capitoli - 111. Lampi bianchi e neri (白と黒の閃光?, Shiro to kuro no senkō) - 112. Una tattica invisibile (見えないかけひき?, Mie nai kake hiki) - 113. Déjà-vu da incubo (悪夢のデジャヴー?, Akumu no Dejabū) - 114. Fascino distrutto (カリスマ崩壊?, Karisuma hōkai) - 115. Un'apertura terrificante (恐怖の突破口をつけ!!?, Kyōfu no toppakō wo tsuke!!) - 116. Risultato (明暗!!?, Meian!!) - 117. Inizia la corsa di una nuova leggenda (走り始める新たな伝説?, Hashiri hajimeru arata na densetsu) - 118. Una feroce automobile (そのクルマ凶暴につき?, Sono kuruma kyōbō nitsuki) - 119. First Contact (ファーストコンタクト?, Fāsuto Kontakuto) - 120. La primavera arriva in autunno? (紅葉の季節に春が来る??, Kōyō no kisetsu ni haru ga kuru?) - 121. La miglior 86 Levin! (最強のハチロクレビン!!?, Saikyō no hachiroku Rebin!!) |                             |                             |                                                                            |
| 12    | 6     | 6 agosto 1998 | ISBN 4-06-336751-7          | 6 dicembre 2023             | ISBN 978-88-349-1350-5                                                     |
| 12    | 6     | Capitoli - 122. La miglior 86 Levin! (vera seconda parte) (最強のハチロクレビン!!(本当の後編)?, Saikyō no hachiroku Rebin!! (Hontō no kōhen)) - 123. Keisuke VS Wataru?! (啓介VS. 渉!??, Keisuke VS. Wataru!?) - 124. Per un soffio (FD危機一髪!!?, FD kiki ippatsu!!) - 125. La prima cotta? (初恋のゆくえ??, Hatsukoi no yukue?) - 126. Tra l'incudine e il martello (板ばさみ?, Itabasami) - 127. Opposizione (反発?, Hanpatsu) - 128. Sciogliere il sigillo (封印からの開放?, Fūin kara no kaihō) - 129. Dichiarazione di guerra (宣戦布告?, Sensen fukoku) - 130. Una notte da batticuore (胸さわぎの夜?, Munasawagi no yoru) - 131. La nostra promessa (二人だけの約束?, Futari dake no yakusoku) - 132. Un mattino indaffarato (激突の朝?, Gekitotsu no asa) - 133. Turbo VS messa a punto da corsa (ターボVS. レーシングチューン?, Tābo VS. Rēshinguchūn) |                             |                             |                                                                            |
| 13    | 7     | 6 novembre 1998 | ISBN 4-06-336765-7          | 28 febbraio 2024            | ISBN 978-88-349-2421-1                                                     |
| 13    | 7     | Capitoli - 134. L'iridescente Saitama (ma che vuol dire?) (彩の国 埼玉(意味不明)?, Sai no kuni Saitama (imi fumei)) - 135. Entra in scena il Turbo Boom (ふりまわせ ドッカンターボ?, Furimawase Dokkan Tābo) - 136. Presagi di risveglio (覚醒の予感?, Kakusei no yokan) - 137. L'istante in cui il sigillo si spezzò (封印が解かれる瞬間(とき)?, Fūin ga tokareru toki) - 138. Sfida di resistenza (苛酷な消耗戦?, Kakoku na shōmō sen) - 139. Calo di potenza (戦闘力低下!!?, Sentō ryoku teika!!) - 140. Il prezzo dei cavalli (馬力(パワー)の代償?, Pawā no daishō) - 141. La situazione si ribalta (形勢逆転?, Keisei gyakuten) - 142. Final Round (ファイナルラウンド?, Fainaru Raundo) - 143. Una conclusione inaspettata (予期せぬ幕切れ!!?, Yoki senu makugire!!) - 144. Determinazione (決心?, Kesshin) - 145. Le stagioni passano (移りゆく季節の中で?, Utsuriyuku kisetsu no naka de) |                             |                             |                                                                            |
| 14    | 7     | 5 marzo 1999 | ISBN 4-06-336786-X          | 28 febbraio 2024            | ISBN 978-88-349-2421-1                                                     |
| 14    | 7     | Capitoli - 146. L'offerta di Ryosuke (涼介からのオファー?, Ryōsuke kara no Ofā) - 147. Give and Take (ギブ アンド テイク?, Gibu Ando Teiku) - 148. Sfida sulla Irohazaka (挑戦!!いろは坂?, Chōsen!! Iroha zaka) - 149. Un duello in sospeso (やり残したバトル?, Yari nokoshi ta Batoru) - 150. Capacità messe alla prova (試される実力!!?, Tamesa reru jitsuryoku!!) - 151. Una potenza sorprendente (驚愕の戦闘力!!?, Kyōgaku no sentō ryoku!!) - 152. Sistema Anti-Lag VS baricentro basso (ミスファイアVS低重心?, Misu Faia VS tei jūshin) - 153. Il genio contro il maestro (天才VS鉄人?, Tensai VS Tetsujin) - 154. Una via per la vittoria (勝利へのシナリオ?, Shōri he no Shinario) - 155. Resa dei conti! Triple Counter (大決着!!トリプルカウンター?, Dai ketchaku!! Toripuru Kauntā) - 156. Resa dei conti! Triple Counter (parte 2) (大決着!!トリプルカウンター(後編)?, Dai ketchaku!! Toripuru Kauntā (kōhen)) - 157. Provocazione (触発?, Shokuhatsu) - 158. Domande e risposte (追及?, Tsuikyū) - Il vero Dorfito-Kingu |                             |                             |                                                                            |
| 15    | 8     | 7 maggio 1999 | ISBN 4-06-336799-1          | 17 aprile 2024              | ISBN 978-88-349-2536-2                                                     |
| 15    | 8     | Capitoli - 159. Patto all'alba (暁の協定?, Akatsuki no kyōtei) - 160. Appare un temibile rivale (現れた強敵?, Arawareta kyōteki) - 161. Circostanze simili (よく似た境遇?, Yoku nita kyōgū) - 162. Circostanze simili (seconda parte) (よく似た境遇(後編)?, Yoku nita kyōgū (kōhen)) - 163. La carriera di Kogashiwa (小柏のキャリア?, Kogashiwa no Kyaria) - 164. Strategie che si intrecciano (からみあう戦略?, Karamiau senryaku) - 165. Le peculiarità della Midship (ミッドシップの本領?, Middoshippu no honryō) - 166. Strategie che si intrecciano (からみあう戦略?, Karamiau senryaku) - 167. Ancor più verso l'interno (インベタのさらにイン!!?, In Beta no sarani in!!) - 168. Una traiettoria sporca (えげつないライン?, Egetsunai Rain) - 169. Il consiglio di Bunta (文太のアドバイス?, Bunta no Adobaisu) - 170. Il contrattacco dei Fujiwara (反撃!!藤原親子?, Hangeki!! Fujiwara Oyako) |                             |                             |                                                                            |
| 16    | 8     | 6 agosto 1999 | ISBN 4-06-336818-1          | 17 aprile 2024              | ISBN 978-88-349-2536-2                                                     |
| 16    | 8     | Capitoli - 171. Scontro aereo (空中戦?, Kūchū sen) - 172. Ricerca (模索?, Mosaku) - 173. La prima nevicata (初雪?, Hatsuyuki) - 174. Il potere delle lacrime (涙のパワー?, Namida no Pawā) - 175. La nuova arrivata (新人アルバイト?, Shinjin Arubaito) - 176. La nuova arrivata (seconda parte) (新人アルバイト(後編)?, Shinjin Arubaito (kōhen)) - 177. Bianco Natale (ホワイトクリスマス?, Howaito Kurisumasu) - 178. Bianco Natale (seconda parte) (ホワイトクリスマス(後編)?, Howaito Kurisumasu (kōhen)) - 179. Time Limit (タイムリミット?, Taimu Rimitto) - 180. Il signore dell'inverno (冬を制する者?, Fuyu wo seisuru mono) - 181. Natsuki in pericolo (なつきのピンチ?, Natsuki no Pinchi) - 182. Natsuki in pericolo (seconda parte) (なつきのピンチ(後編)?, Natsuki no Pinchi (kōhen)) - 183. Duello bianco e argento (白銀バトル?, Hakugin Batoru) - 184. Duello bianco e argento (seconda parte) (白銀バトル(後編)?, Hakugin Batoru (kōhen)) |                             |                             |                                                                            |
| 17    | 9     | 22 dicembre 1999 | ISBN 4-06-336840-8          | 26 giugno 2024              | ISBN 978-88-349-2684-0 (ed. regolare) ISBN 978-88-349-2897-4 (ed. Variant) |
| 17    | 9     | Capitoli - 185. Confessioni (告白?, Kokuhaku) - 186. San Valentino è un giorno difficile (バレンタインデーはせつないね?, Barentaindē ha setsunai ne) - 187. Passi primaverili (春の足音?, Haru no ashioto) - 188. Verso un sogno lontano (遠い夢に向かって?, Tōi yume ni mukatte) - 189. Un record infuocato (炎のコースレコード?, Honoo no Kōsurekōdo) - 190. Futuri divergenti (それぞれの未来?, Sorezore no mirai) - 191. Inizia il viaggio (旅立ち?, Tabidachi) - 192. Project D (プロジェクトD?, Purojekuto D) - 193. Una sfida da Gunma (群馬エリアからの挑戦者?, Gunma Eria kara no chōsen sha) - 194. I due assi (ダブルエース?, Daburu Ēsu) - 195. Trepidazione (戦々恐々?, Sensenkyōkyō) - 196. La discesa kamikaze di Tohru Suetsugu (カミカゼダウンヒル!!末次トオル?, Kamikaze Daunhiru!! Suetsugu Tōru) - 197. Talenti nascosti (埋もれた実力者?, Umoreta jitsuryokusha) - 198. Chi dei due è il pazzo? (イカれてる奴はどっちだ!??, Ikareteru yatsu ha docchi da!?) |                             |                             |                                                                            |

### Parte 2: Project D
| Nº Ja | Nº It | Data di prima pubblicazione | Data di prima pubblicazione | Data di prima pubblicazione | Data di prima pubblicazione                                                |
| Nº Ja | Nº It | Giapponese | Giapponese                  | Italiano                    | Italiano                                                                   |
| ----- | ----- | --- | --------------------------- | --------------------------- | -------------------------------------------------------------------------- |
| 18    | 9     | 6 aprile 2000 | ISBN 4-06-336860-2          | 26 giugno 2024              | ISBN 978-88-349-2684-0 (ed. regolare) ISBN 978-88-349-2897-4 (ed. Variant) |
| 18    | 9     | Capitoli - 199. Chi dei due è il pazzo? (seconda parte) (イカれてる奴はどっちだ!?(後編)?, Ikareteru yatsu ha docchi da!? (Kōhen)) - 200. Oltre la trappola dello scolo (落とし穴側溝を攻略せよ!!?, Otoshiana sokkō wo kōryaku seyo!!) - 201. Oltre la trappola dello scolo (seconda parte) (落とし穴側溝を攻略せよ!!(後編)?, Otoshiana sokkō wo kōryaku seyo!! (Kōhen)) - 202. Mai arrendersi (トオル玉砕!!?, Tōru gyokusai!!) - 203. Hill Climb a piena potenza (全開ヒルクライム!!?, Zenkai Hirukuraimu!!) - 204. Hill Climb a piena potenza (seconda parte) (全開ヒルクライム!!(後編)?, Zenkai Hirukuraimu!! (Kōhen)) - 205. Segni di crescita (成長の証?, Seichō no akashi) - 206. La migliore FD (最強のFD乗り?, Saikyō no FD nori) - 207. Quando la maestria supera i cavalli (技術が馬力(パワー)をしのぐ時?, Gijutsu ga Pawā wo shinogu toki) - 208. Amici di Akina (秋名の仲間達?, Akina no nakama tachi) - 209. L'assedio del Project D (プロジェクトD包囲網?, Purojekuto D hōi mō) - 210. L'assedio del Project D (seconda parte) (プロジェクトD包囲網(後編)?, Purojekuto D hōi mō (kōhen)) - 211. La bravura di Daiki (大輝の実力?, Daiki no jitsuryoku) - 212. La bravura di Daiki (seconda parte) (大輝の実力(後編)?, Daiki no jitsuryoku (kōhen)) |                             |                             |                                                                            |
| 19    | 10    | 4 agosto 2000 | ISBN 4-06-336887-4          | 7 agosto 2024               | ISBN 978-88-349-2735-9                                                     |
| 19    | 10    | Capitoli - 213. Notte prima della gara (決戦前夜?, Kessen zenya) - 214. Daiki VS Takumi (大輝VS. 拓海?, Daiki VS. Takumi) - 215. Daiki VS Takumi (seconda parte) (大輝VS. 拓海(後編)?, Daiki VS. Takumi (kōhen)) - 216. La spaventosa abilità di Daiki (恐るべし大輝の実力!!?, Osorubeshi Daiki no jitsuryoku!!) - 217. Non voltarti (ふりかえるな?, Furikaeruna) - 218. Il maestro del freno (ブレーキングの達人?, Burēkingu no tatsujin) - 219. Un altro consiglio (もう一つのアドバイス?, Mō Hitotsu no Adobaisu) - 220. Un altro consiglio (seconda parte) (もう一つのアドバイス(後編)?, Mō Hitotsu no Adobaisu (kōhen)) - 221. Stratagemma (策略?, Sakuryaku) - 222. All'attacco, Takumi! (攻めろ拓海!!?, Semero Takumi!!) - 223. Errore di calcolo (誤算?, Gosan) - 224. Daiki accelera (加速する大輝?, Kasoku suru Daiki) - 225. Segnale per la controffensiva (反攻ののろし?, Hankō no noroshi) - 226. Occhio vigile (虎視眈々?, Koshitantan) - 227. Svolta (突破口?, Toppakō) |                             |                             |                                                                            |
| 20    | 10    | 26 dicembre 2000 | ISBN 4-06-336919-6          | 7 agosto 2024               | ISBN 978-88-349-2735-9                                                     |
| 20    | 10    | Capitoli - 228. Il pilota della FF Turbo (FFターボを操る男?, FF Tābo wo ayatsuru otoko) - 229. Duello breve (短期決戦?, Tanki kessen) - 230. Duello breve (seconda parte) (短期決戦(後編)?, Tanki kessen (kōhen)) - 231. Keisuke cade nella trappola (罠に落ちる啓介?, Wana ni ochiru Keisuke) - 232. Collisione (激突?, Gekitotsu) - 233. Quando svanisce il sorriso (スマイルが止まる時?, Sumairu ga tomaru toki) - 234. Traguardo decisivo (決着のゴールへ?, Ketchaku no Gōru he) - 235. La vecchia guardia scende in pista (決起するOBたち?, Kekki suru OB tachi) - 236. Record riscritti (塗り替えられたレコード?, Nurikae rareta Rekōdo) - 237. Record riscritti (seconda parte) (塗り替えられたレコード(後編)?, Nurikae rareta Rekōdo (kōhen)) - 238. Hotline (ホットライン?, Hottorain) - 239. Chi correrà? (走るのは誰!??, Hashiru no ha dare!?) - 240. Pratica (プラクティス?, Purakutisu) - 241. Pratica (seconda parte) (プラクティス(後編)?, Purakutisu (kōhen)) - 242. Linea di partenza verso la vittoria (勝利へのスタートライン?, Shōri heno Sutātorain) - Racing Lagoon: L'omaggio di Squaresoft a Initial D |                             |                             |                                                                            |
| 21    | 11    | 1º maggio 2001 | ISBN 4-06-336948-X          | 9 ottobre 2024              | ISBN 978-88-349-2964-3                                                     |
| 21    | 11    | Capitoli - 243. Linea di partenza verso la vittoria (seconda parte) (勝利へのスタートライン(後編)?, Shōri heno Sutātorain (kōhen)) - 244. La prima curva (第1コーナー?, Dai 1 Kōnā) - 245. La prima curva (seconda parte) (第1コーナー(後編)?, Dai 1 Kōnā (kōhen)) - 246. Dubbio (疑問?, Gimon) - 247. Dubbio (seconda parte) (疑問(後編)?, Gimon (kōhen)) - 248. Professionalità (プロたるゆえん?, Puro taru yuen) - 249. Traiettoria che svanisce (消えるライン?, Kieru Rain) - 250. L'errore di calcolo della Todo (東堂塾の誤算?, Tōdō Juku no gosan) - 251. Turning Point (ターニングポイント?, Tāningu Pointo) - 252. Blind Attack (ブラインド・アタック?, Buraindo Atakku) - 253. Il potenziale di un professionista (プロの底力?, Puro no sokojikara) - 254. Il traguardo si avvicina (近づくゴール?, Chikazuku Gōru) - 255. Sezione finale (最終セクション?, Saishū Sekushon) - 256. Un arrivo turbolento (怒濤のゴール?, Dotō no Gōru) - 257. Un arrivo turbolento (seconda parte) (怒濤のゴール(後編)?, Dotō no Gōru (kōhen)) |                             |                             |                                                                            |
| 22    | 11    | 6 settembre 2001 | ISBN 4-06-336969-2          | 9 ottobre 2024              | ISBN 978-88-349-2964-3                                                     |
| 22    | 11    | Capitoli - 258. Una macchina da incubo (悪夢のマシン?, Akumu no mashin) - 259. Una macchina da incubo (seconda parte) (悪夢のマシン(後編)?, Akumu no mashin (kōhen)) - 260. 85 Turbo (ハチゴーターボ?, Hachi Gō Tābo) - 261. Collaudo movimentato (波乱のシェエイクダウン?, Haran no Shēikudaun) - 262. Prova di crescita (成長の証?, Seichō no akashi) - 263. Prova di crescita (seconda parte) (成長の証(後編)?, Seichō no akashi (kōhen)) - 264. Contro l'uomo corpulento (デブ退治?, Debu taiji) - 265. Il principe sul Rotary (ロータリーに乗った王子様?, Rōtarī ni notta ōji sama) - 266. Il principe sul Rotary (seconda parte) (ロータリーに乗った王子様(後編)?, Rōtarī ni notta ōji sama (kōhen)) - 267. Amore innocente (ウブな恋心?, Ubu na koigokoro) - 268. Il secondo incontro (再会?, Saikai) - 269. Cuori in tumulto prima della sfida (バトル直前!!ゆれる心?, Batoru chokuzen!! Yureru kokoro) - 270. Un vero principe (やっぱり王子様?, Yappari ōji sama) - 271. FD contro FD (?, FD VS FD, FD vs FD) - 272. Il puro amore che spinge Kyoko (恭子の純愛モチベーション?, Kyōko no junai Mochibēshon) - Intervista a Shuichi Shigeno - Terza parte |                             |                             |                                                                            |
| 23    | 12    | 26 dicembre 2001 | ISBN 4-06-361012-8          | 11 dicembre 2024            | ISBN 978-88-349-3091-5                                                     |
| 23    | 12    | Capitoli - 273. Riscaldamento (前哨戦?, Zenshō sen) - 274. Riscaldamento (seconda parte) (前哨戦(後編)?, Zenshō sen (kōhen)) - 275. Single Turbo VS Twin Turbo (シングルターボVS. ツインターボ?, Shinguru Tābo VS. Tsuin Tābo) - 276. Rendez-vous incandescente (白熱のランデブー?, Hakunetsu no Randebū) - 277. Rendez-vous incandescente (seconda parte) (白熱のランデブー(後編)?, Hakunetsu no Randebū (kōhen)) - 278. Talento scintillante (きらめく才能?, Kirameku sainō) - 279. Talento scintillante (seconda parte) (きらめく才能(後編)?, Kirameku sainō (kōhen)) - 280. Una conclusione dolorosa (せつない決着?, Setsunai ketchaku) - 281. La dichiarazione di Kyoko (恭子の告白?, Kyōko no kokuhaku) - 282. La dichiarazione di Kyoko (seconda parte) (恭子の告白(後編)?, Kyōko no kokuhaku (kōhen)) - 283. La scoperta di Nobuhiko (延彦の発見?, Nobuhiko no hakken) - 284. La scoperta di Nobuhiko (seconda parte) (延彦の発見(後編)?, Nobuhiko no hakken (kōhen)) - 285. Keisuke e Kyoko (啓介と恭子?, Keisuke to Kyōko) - 286. L'assedio della 86 (ハチロク包囲網?, Hachi-Roku hōi mō) - 287. L'assedio della 86 (seconda parte) (ハチロク包囲網(後編)?, Hachi-Roku hōi mō (kōhen)) - 288. L'ostacolo più grande (最大の難関?, Saidai no nankan) |                             |                             |                                                                            |
| 24    | 12    | 6 giugno 2002 | ISBN 4-06-361043-8          | 11 dicembre 2024            | ISBN 978-88-349-3091-5                                                     |
| 24    | 12    | Capitoli - 289. L'ostacolo più grande (seconda parte) (最大の難関(後編)?, Saidai no nankan (kōhen)) - 290. Fattori incerti (不確定要素?, Fukakutei yōso) - 291. Fattori incerti (seconda parte) (不確定要素(後編)?, Fukakutei yōso (kōhen)) - 292. Un attimo di respiro (つかの間の休息?, Tsukanoma no kyūsoku) - 293. Suona il gong dell'arduo duello (死闘のゴング?, Shitō no Gongu) - 294. Suona il gong dell'arduo duello (seconda parte) (死闘のゴング(後編)?, Shitō no Gongu (kōhen)) - 295. Vuoto mentale (思考停止?, Shikō teishi) - 296. L'errore di Ryosuke (涼介のミス!??, Ryōsuke no misu!?) - 297. Abbaglio (カンちがい?, Kan chigai) - 298. Qualcosa in più (プラスアルファ?, Purasu Arufa) - 299. Qualcosa in più (seconda parte) (プラスアルファ(後編)?, Purasu Arufa (kōhen)) - 300. La mossa speciale fallisce (必殺技不発?, Hissatsu waza fuhatsu) - 301. La mossa speciale fallisce (seconda parte) (必殺技不発(後編)?, Hissatsu waza fuhatsu (kōhen)) - 302. Un rettilineo di frustrazione e difficoltà (失意と葛藤の直線(ストレート)?, Shitsui to kattō no Sutorēto) - 303. Un rettilineo di frustrazione e difficoltà (seconda parte) (失意と葛藤の直線(ストレート)(後編)?, Shitsui to kattō no Sutorēto (kōhen)) - 304. Chiusura (最終局面?, Saishū kyokumen) - 305. Supercharged Levin (スーパーチャージドレビン?, Sūpāchājido Rebin) |                             |                             |                                                                            |
| 25    | 13    | 6 novembre 2002 | ISBN 4-06-361073-X          | 19 febbraio 2025            | ISBN 978-88-349-3215-5                                                     |
| 25    | 13    | Capitoli - 306. Supercharged Levin (seconda parte) (スーパーチャージドレビン(後編)?, Sūpāchājido Rebin (kōhen)) - 307. I progressi di Wataru (渉の進歩?, Wataru no shinpo) - 308. I progressi di Wataru (seconda parte) (渉の進歩(後編)?, Wataru no shinpo (kōhen)) - 309. Il segreto della motivazione (モチベーションの秘密?, Mochibēshon no himitsu) - 310. Rivalità (ライバル意識?, Raibaru ishiki) - 311. Rivalità (seconda parte) (ライバル意識(後編)?, Raibaru ishiki (kōhen)) - 312. Fatica che si accumula (つみ重なる疲労?, Tsumi kasanaru Hirō) - 313. Fatica che si accumula (seconda parte) (つみ重なる疲労(後編)?, Tsumi kasanaru Hirō (kōhen)) - 314. Un nuovo nemico (新たなる敵?, Arata naru teki) - 315. Conclusione (決着?, Ketchaku) - 316. Conclusione (seconda parte) (決着(後編)?, Ketchaku (kōhen)) - 317. Il ritorno della macchina da incubo (悪夢のマシン再び?, Akumu no Mashin futatabi) - 318. Confusione (混乱?, Konran) - 319. Confusione (seconda parte) (混乱(後編)?, Konran (kōhen)) - 320. Itsuki in piena forma (イツキ絶好調?, Itsuki zekkōchō) - 321. Itsuki in piena forma (seconda parte) (イツキ絶好調(後編)?, Itsuki zekkōchō (kōhen)) |                             |                             |                                                                            |
| 26    | 13    | 6 marzo 2003 | ISBN 4-06-361118-3          | 19 febbraio 2025            | ISBN 978-88-349-3215-5                                                     |
| 26    | 13    | Capitoli - 322. Confusione e solitudine (混乱と孤独?, Konran to kodoku) - 323. Confusione e solitudine (seconda parte) (混乱と孤独(後編)?, Konran to kodoku (kōhen)) - 324. Itsuki scatenato (イツキ暴走?, Itsuki bōsō) - 325. Itsuki scatenato (seconda parte) (イツキ暴走(後編)?, Itsuki bōsō (kōhen)) - 326. Sei troppo audace, Itsuki (イツキくんて強引だよォ?, Itsuki kun te gōin dayō) - 327. La determinazione di un uomo (男の決心?, Otoko no kesshin) - 328. La determinazione di un uomo (seconda parte) (男の決心(後編)?, Otoko no kesshin (kōhen)) - 329. Andiamo all'hotel (ホテル行きます?, Hoteru iki masu) - 330. Andiamo all'hotel (seconda parte) (ホテル行きます(後編)?, Hoteru iki masu (kōhen)) - 331. Avanti tutta (ドーンといってみよう?, Dōn to itte miyō) - 332. I due maestri della 86 (二人のハチロクマイスター?, Futari no Hachi-Roku Maisutā) - 333. I due maestri della 86 (seconda parte) (二人のハチロクマイスター(後編)?, Futari no Hachi-Roku Maisutā (kōhen)) - 334. Ultimo duello a Saitama (埼玉エリア最終戦?, Saitama Eria saishū sen) - 335. Ultimo duello a Saitama (seconda parte) (埼玉エリア最終戦(後編)?, Saitama Eria saishū sen (kōhen)) - 336. Keisuke cade nella trappola (啓介を襲う罠?, Keisuke wo osō wana) - 337. Keisuke cade nella trappola (seconda parte) (啓介を襲う罠(後編)?, Keisuke wo osō wana (kōhen)) - 338. A caro prezzo (大きな代償?, Ōkina daishō) - 339. Time Limit (タイムリミット?, Taimu Rimitto) |                             |                             |                                                                            |
| 27    | 14    | 5 settembre 2003 | ISBN 4-06-361145-0          | 16 aprile 2025              | ISBN 978-88-349-3319-0                                                     |
| 27    | 14    | Capitoli - 340. Il ruggito rotativo nell'abisso della disperazione (絶望の淵に轟くロータリーサウンド?, Zetsubō no fuchi ni todoroku Rōtarī Saundo) - 341. Il ruggito rotativo nell'abisso della disperazione (seconda parte) (絶望の淵に轟くロータリーサウンド(後編)?, Zetsubō no fuchi ni todoroku Rōtarī Saundo (kōhen)) - 342. Scalata rabbiosa (怒りのヒルクライム?, Ikari no Hirukuraimu) - 343. Scalata rabbiosa (seconda parte) (怒りのヒルクライム(後編)?, Ikari no Hirukuraimu (kōhen)) - 344. Lancer Evo, la regina indiscussa (陸の王者ランエボ?, Riku no ōja Ranebo) - 345. Sfida rompicollo (戦慄の高速バトル?, Senritsu no kōsoku Batoru) - 346. Sfida rompicollo (seconda parte) (戦慄の高速バトル(後編)?, Senritsu no kōsoku Batoru (kōhen)) - 347. Sorpasso (パッシング?, Passhingu) - 348. Su un altro livello (格の違い?, Kaku no chigai) - 349. Diversivo (陽動作戦?, Yōdō sakusen) - 350. Un proiettile in discesa (弾丸ダウンヒル?, Dangan Daunhiru) - 351. Un proiettile in discesa (seconda parte) (弾丸ダウンヒル(後編)?, Dangan Daunhiru (kōhen)) - 352. Una piccola scoperta (小さな発見?, Chiisana hakken) - 353. Il pericolo si avvicina (迫り来る危機?, Semari kuru kiki) - 354. Il pericolo si avvicina (seconda parte) (迫り来る危機(後編)?, Semari kuru kiki (kōhen)) - 355. Svolta improvvisa (急転直下?, Kyūtenchokka) - 356. Conclusioni e dilemmi (決着!!そして窮地?, Ketchaku!! Soshite kyūchi)                                    |                             |                             |                                                                            |
| 28    | 14    | 5 marzo 2004 | ISBN 4-06-361209-0          | 16 aprile 2025              | ISBN 978-88-349-3319-0                                                     |
| 28    | 14    | Capitoli - 357. Conclusioni e dilemmi (seconda parte) (決着!!そして窮地(後編)?, Ketchaku!! Soshite kyūchi (kōhen)) - 358. Intervallo (インターバル?, Intābaru) - 359. Keisuke e Kyoko (啓介と恭子?, Keisuke to Kyōko) - 360. Keisuke e Kyoko (seconda parte) (啓介と恭子(後編)?, Keisuke to Kyōko (kōhen)) - 361. Corridori solitari (孤独なランナー?, Kodoku na Rannā) - 362. Corridori solitari (seconda parte) (孤独なランナー(後編)?, Kodoku na Rannā (kōhen)) - 363. Verso nuovi lidi (新天地へ?, Shintenchi he) - 364. Verso nuovi lidi (seconda parte) (新天地へ(後編)?, Shintenchi he (kōhen)) - 365. La FD torna in pista (FD復活?, FD fukkatsu) - 366. "Purple Shadow", la gang attempata (中年暴走族「パープルシャドウ」?, Chūnen bōsō zoku 'Pāpuru Shadō') - 367. Il muro più invalicabile (立ちはだかる最強の壁?, Tachihadakaru saikyō no kabe) - 368. Allenamento (プラクティス?, Purakutisu) - 369. Pressione (プレッシャー?, Puresshā) - 370. Il giorno della sfida (決戦当日?, Kessen tōjitsu) - 371. Il giorno della sfida (seconda parte) (決戦当日(後編)?, Kessen tōjitsu (kōhen)) - 372. Sterzata a una mano (ワンハンドステア?, Wanhandosutea) - 373. Sterzata a una mano (seconda parte) (ワンハンドステア(後編)?, Wanhandosutea (kōhen)) |                             |                             |                                                                            |
| 29    | 15    | 6 agosto 2004 | ISBN 4-06-361253-8          | 11 giugno 2025              | ISBN 978-88-349-3524-8                                                     |
| 29    | 15    | Capitoli - 374. Presagi di una battaglia di logoramento (消耗戦の予感?, Shōmō sen no yokan) - 375. La migliore delle macchine da cornering (最強のコーナリングマシン?, Saikyō no Kōnaringu mashin) - 376. La migliore delle macchine da cornering (seconda parte) (最強のコーナリングマシン(後編)?, Saikyō no Kōnaringu mashin (kōhen)) - 377. Ghost Line (幽霊(ゴースト)ライン?, Yūrei (Gōsuto) Rain) - 378. Ghost Line (seconda parte) (幽霊(ゴースト)ライン(後編)?, Yūrei (Gōsuto) Rain (kōhen)) - 379. Un controllo prodigioso (驚異のペース管理?, Kyōi no Pēsu kanri) - 380. Un controllo prodigioso (seconda parte) (驚異のペース管理(後編)?, Kyōi no Pēsu kanri (kōhen)) - 381. La vera traiettoria (本気のライン?, Honki no Rain) - 382. Armonia prestabilita (予定調和?, Yotei chōwa) - 383. Armonia prestabilita (seconda parte) (予定調和(後編)?, Yotei chōwa (kōhen)) - 384. God Arm si agita (ゴッドアームあわてる!!?, Goddo Āmu awateru!!) - 385. Demolire la sterzata a una mano (ワンハンドステアをくずせ!!?, Wanhandosutea wo kuzuse!!) - 386. Demolire la sterzata a una mano (seconda parte) (ワンハンドステアをくずせ!!(後編)?, Wanhandosutea wo kuzuse!! (kōhen)) - 387. Canale di scolo al buio (ブラインド溝落とし?, Buraindo mizo otoshi) - 388. Scontro senza fine (エンドレスバトル?, Endoresu Batoru) - 389. Scontro senza fine (seconda parte) (エンドレスバトル(後編)?, Endoresu Batoru (kōhen))                                            |                             |                             |                                                                            |
| 30    | 15    | 29 novembre 2004 | ISBN 4-06-361283-X          | 11 giugno 2025              | ISBN 978-88-349-3524-8                                                     |
| 30    | 15    | Capitoli - 390. Equilibrio che si sgretola (くずれていくバランス?, Kuzurete iku Baransu) - 391. Maestria (熟練?, Jukuren) - 392. Punto critico (臨界点?, Rinkaiten) - 393. Punto critico (seconda parte) (臨界点(後編)?, Rinkaiten (kōhen)) - 394. Io sconfiggerò God Foot (ゴットフットはオレが倒す?, Gottofutto ha ore ga taosu) - 395. Una GT-R trascendente (超絶GT-R?, Chōzetsu GT-R) - 396. Una GT-R trascendente (seconda parte) (超絶GT-R(後編)?, Chōzetsu GT-R (kōhen)) - 397. Sistema di raffreddamento (クーリングシステム?, Kūringu Shisutemu) - 398. Le vere intenzioni di Ryosuke (涼介の真意?, Ryōsuke no shini) - 399. Le vere intenzioni di Ryosuke (seconda parte) (涼介の真意(中編)?, Ryōsuke no shini (chūhen)) - 400. Le vere intenzioni di Ryosuke (terza parte) (涼介の真意(後編)?, Ryōsuke no shini (kōhen)) - 401. Punto di svolta (ターニングポイント?, Tāningu Pointo) - 402. Punto di svolta (seconda parte) (ターニングポイント(後編)?, Tāningu Pointo (kōhen)) - 403. Dog Fight invisibile (見えないドッグファイト?, Mie nai Doggufaito) - 404. Dog Fight invisibile (seconda parte) (見えないドッグファイト(後編)?, Mie nai Doggufaito (kōhen)) - Storia Extra. Wastegate (ウエストゲート?, Uesuto Gēto) |                             |                             |                                                                            |
| 31    | 16    | 6 giugno 2005 | ISBN 4-06-361327-5          | 6 agosto 2025               | ISBN 978-88-349-3579-8                                                     |
| 31    | 16    | Capitoli - 405. Keisuke accelera (加速する啓介?, Kasoku suru Keisuke) - 406. Keisuke accelera (seconda parte) (加速する啓介(後編)?, Kasoku suru Keisuke (kōhen)) - 407. Coordinate sovrapposte (重なる座標?, Kasanaru zahyō) - 408. Coordinate sovrapposte (seconda parte) (重なる座標(中編)?, Kasanaru zahyō (chūhen)) - 409. Coordinate sovrapposte (terza parte) (重なる座標(後編)?, Kasanaru zahyō (kōhen)) - 410. Traguardo impetuoso (怒涛のゴール?, Dotō no Gōru) - 411. Position Change (ポジションチェンジ?, Pojishon Chenji) - 412. Position Change (seconda parte) (ポジションチェンジ(後編)?, Pojishon Chenji (kōhen)) - 413. Svolta inaspettata (意外な突破口?, Igai na toppakō) - 414. Svolta inaspettata (seconda parte) (意外な突破口(後編)?, Igai na toppakō (kōhen)) - 415. Keisuke alle strette (追いつめられる啓介?, Oitsumerareru Keisuke) - 416. Keisuke alle strette (seconda parte) (追いつめられる啓介(後編)?, Oitsumerareru Keisuke (kōhen)) - 417. Scontro di volontà (ぶつかりあう意地?, Butsukariau iji) - 418. Scontro di volontà (seconda parte) (ぶつかりあう意地(後編)?, Butsukariau iji (kōhen)) - 419. Verso la fase finale (最終局面へ?, Saishū kyokumen he) - 420. Verso la fase finale (seconda parte) (最終局面へ(後編)?, Saishū kyokumen he (kōhen)) - 421. Traguardo precario (薄氷のゴールライン?, Hakuhyō no Gōru Rain) |                             |                             |                                                                            |
| 32    | 16    | 22 novembre 2005 | ISBN 4-06-361381-X          | 6 agosto 2025               | ISBN 978-88-349-3579-8                                                     |
| 32    | 16    | Capitoli - 422. Passeggero (同乗走行?, Dōjō sōkō) - 423. Passeggero (seconda parte) (同乗走行(後編)?, Dōjō sōkō (kōhen)) - 424. Controllo marmoreo (磐石のコントロール?, Banjaku no Kontorōru) - 425. Arrivano gli impostori (ニセ者出現!??, Nisemono shutsugen!?) - 426. Arrivano gli impostori (seconda parte) (ニセ者出現!?(後編)?, Nisemono shutsugen!? (kōhen)) - 427. Chi è quello vero?! (本モノはどっちだ!??, Hommono ha docchi da!?) - 428. Incontro del destino (運命の出会い?, Ummei no deai) - 429. Incontro del destino (seconda parte) (運命の出会い(後編)?, Ummei no deai (kōhen)) - 430. La 86 rinasce (ハチロク復活?, Hachi-Roku fukkatsu) - 431. La 86 rinasce (seconda parte) (ハチロク復活(後編)?, Hachi-Roku fukkatsu (kōhen)) - 432. Impostore assediato (ニセモノ包囲網?, Nisemono hōi mō) - 433. Impostore assediato (seconda parte) (ニセモノ包囲網(後編)?, Nisemono hōi mō (kōhen)) - 434. Un autentico drift (本モノのドリフト?, Hommono no Dorifuto) - 435. Un autentico drift (seconda parte) (本モノのドリフト(後編)?, Hommono no Dorifuto (kōhen)) - 436. Faccenda sistemata (一件落着?, Ikken rakuchaku) - 437. Faccenda sistemata (seconda parte) (一件落着(後編)?, Ikken rakuchaku (kōhen)) - 438. Un attimo di quiete (つかのまの安息?, Tsukanoma no ansoku) - 439. Un attimo di quiete (seconda parte) (つかのまの安息(後編)?, Tsukanoma no ansoku (kōhen)) - I guerrieri dei passi di montagna: La cultura del "Touge"              |                             |                             |                                                                            |
| 33    | 17    | 4 agosto 2006 | ISBN 4-06-361462-X          | ottobre 2025                | ISBN 978-88-349-3687-0                                                     |
| 33    | 17    | Capitoli - 440. (天才ドライバーもふつうの男の子?, Tensai Doraibā mo futsū no otokonoko) - 441. (充実?, Jūjitsu) - 442. (充実(後編)?, Jūjitsu (kōhen)) - 443. (成長の糧に?, Seichō no kate ni) - 444. (新たなる戦場?, Aratanaru senjō) - 445. (第一のライン?, Dai ichi no Rain) - 446. (第一のライン(後編)?, Dai ichi no Rain (kōhen)) - 447. (プラクティス突入?, Purakutisu totsunyū) - 448. (プラクティス突入(後編)?, Purakutisu totsunyū (kōhen)) - 449. (情報戦?, Jōhō sen) - 450. (情報戦(中編)?, Jōhō sen (chūhen)) - 451. (情報戦(後編)?, Jōhō sen (kōhen)) - 452. (決戦当日?, Kessen tōjitsu) - 453. (ヒルクライムスタート?, Hirukuraimu Sutāto) - 454. (エボに死角なし?, Ebo ni shikaku nashi) - Extra. (ウエストゲート2?, Uesuto Gēto 2) |                             |                             |                                                                            |
| 34    | 17    | 27 novembre 2006 | ISBN 4-06-361488-3          | ottobre 2025                | ISBN 978-88-349-3687-0                                                     |
| 34    | 17    | Capitoli - 455. (エボに死角なし(後編)?, Ebo ni shikaku nashi (kōhen)) - 456. (小早川の不満?, Kobayakawa no fuman) - 457. (小早川の不満(後編)?, Kobayakawa no fuman (kōhen)) - 458. (沈黙する啓介?, Chimmoku suru Keisuke) - 459. (北関東最速火の玉ボーイ?, Kitakantō saisoku hinotama Bōi) - 460. (北関東最速火の玉ボーイ(後編)?, Kitakantō saisoku hinotama Bōi (kōhen)) - 461. (テンションマックス?, Tenshon Makkusu) - 462. (最終局面?, Saishū kyokumen) - 463. (大宮のおそれ?, Ōmiya no osore) - 464. (大宮のおそれ(後編)?, Ōmiya no osore (kōhen)) - 465. (激戦の予感?, Gekisen no yokan) - 466. (激戦の予感(後編)?, Gekisen no yokan (kōhen)) - 467. (よく似たコンセプト?, Yoku nita Konseputo) - 468. (地元のアドバンテージ?, Jimoto no Adobantēji) - 469. (地元のアドバンテージ(後編)?, Jimoto no Adobantēji (kōhen)) - 470. (中間地点通過?, Chūkan chiten tsūka) - 471. (中間地点通過(後編)?, Chūkan chiten tsūka (kōhen)) |                             |                             |                                                                            |
| 35    | 18    | 2 maggio 2007 | ISBN 978-4-06-361552-4      | —                           | —                                                                          |
| 35    | 18    | Capitoli - 472. (大宮覚醒?, Ōmiya kakusei) - 473. (大宮覚醒(後編)?, Ōmiya kakusei (kōhen)) - 474. (崖っぷち?, Gakeppuchi) - 475. (GTウイング?, GT Uingu) - 476. (GTウイング(後編)?, GT Uingu (kōhen)) - 477. (波乱の幕開け?, Haran no makuake) - 478. (サイドバイサイド?, Saido bai Saido) - 479. (サイドバイサイド(後編)?, Saido bai Saido (kōhen)) - 480. (デッドライン?, Deddo Rain) - 481. (デッドライン(後編)?, Deddo Rain (kōhen)) - 482. (決着へ!!?, Ketchaku he!!) - 483. (決着へ!!(後編)?, Ketchaku he!! (kōhen)) - 484. (第2のライン?, Dai 2 no Rain) - 485. (第2のライン(後編)?, Dai 2 no Rain (kōhen)) - 486. (海へ行こう?, Umi he ikō) - 487. (戦士の休息?, Senshi no kyūsoku) - 488. (間一髪?, Kanippatsu) |                             |                             |                                                                            |
| 36    | 18    | 5 ottobre 2007 | ISBN 978-4-06-361598-2      | —                           | —                                                                          |
| 36    | 18    | Capitoli - 489. (よびすて?, Yobisute) - 490. (ロールケージ?, Rōrukēji) - 491. (ミッドシップスペシャリスト?, Middoshippu Supesharisuto) - 492. (ミッドシップスペシャリスト(後編)?, Middoshippu Supesharisuto (kōhen)) - 493. (プラクティス?, Purakutisu) - 494. (プラクティス(後編)?, Purakutisu (kōhen)) - 495. (拓海出撃?, Takumi shutsugeki) - 496. (拓海出撃(後編)?, Takumi shutsugeki (kōhen)) - 497. (序盤戦?, Joban sen) - 498. (藤原ゾーン?, Fujiwara Zōn) - 499. (藤原ゾーン(後編)?, Fujiwara Zōn (kōhen)) - 500. (中盤戦?, Chūban sen) - 501. (中盤戦(後編)?, Chūban sen (kōhen)) - 502. (峠の職人?, Tōge no shokunin) |                             |                             |                                                                            |
| 37    | 19    | 28 aprile 2008 | ISBN 978-4-06-361664-4      | —                           | —                                                                          |
| 37    | 19    | Capitoli - 503. (涼介の読み?, Ryōsuke no yomi) - 504. (第一弾ロケット?, Dai ichi dan Roketto) - 505. (スプリントのプロ?, Supurinto no Puro) - 506. (職人vs.アスリート?, Shokunin vs. Asurīto) - 507. (職人vs.アスリート(後編)?, Shokunin vs. Asurīto (kōhen)) - 508. (心理戦?, Shinri sen) - 509. (心理戦(後編)?, Shinri sen (kōhen)) - 510. (ブレーキングバトル?, Burēkingu Batoru) - 511. (ブレーキングバトル(後編)?, Burēkingu Batoru (kōhen)) - 512. (最終局面?, Saishū kyokumen) - 513. (最終局面(後編)?, Saishū kyokumen (kōhen)) - 514. (勝利の余韻?, Shōri no yoin) - 515. (啓介発進?, Keisuke hasshin) - 516. (啓介発進(後編)?, Keisuke hasshin (kōhen)) - 517. (正統派?, Seitōha) - 518. (正統派(後編)?, Seitōha (kōhen)) |                             |                             |                                                                            |
| 38    | 19    | 26 dicembre 2008 | ISBN 978-4-06-361723-8      | —                           | —                                                                          |
| 38    | 19    | Capitoli - 519. (予想?, Yosō) - 520. (予想(後編)?, Yosō (kōhen)) - 521. (特訓?, Tokkun) - 522. (特訓(後編)?, Tokkun (kōhen)) - 523. (成長?, Seichō) - 524. (成長(後編)?, Seichō (kōhen)) - 525. (嵐の前の静けさ?, Arashi no mae no shizukesa) - 526. (嵐の前の静けさ(後編)?, Arashi no mae no shizukesa (kōhen)) - 527. (鳴らせ!!決闘のゴング?, Narase!! Kettō no Gongu) - 528. (鳴らせ!!決闘のゴング(後編)?, Narase!! Kettō no Gongu (kōhen)) - 529. (グランツーリスモ?, Gurantsūrisumo) - 530. (グランツーリスモ(後編)?, Gurantsūrisumo (kōhen)) - 531. (拮抗?, Kikkō) - 532. (啓介のあせり?, Keisuke no aseri) - 533. (啓介のあせり(後編)?, Keisuke no aseri (kōhen)) - 534. (最終局面?, Saishū kyokumen) - 535. (最終局面(後半)?, Saishū kyokumen (kōhan)) - 536. (終焉?, Shūen) - 537. (終焉(後編)?, Shūen (kōhen)) |                             |                             |                                                                            |
| 39    | 20    | 6 luglio 2009 | ISBN 978-4-06-361796-2      | —                           | —                                                                          |
| 39    | 20    | Capitoli - 538. (凱旋?, Gaisen) - 539. (凱旋(後編)?, Gaisen (kōhen)) - 540. (シンパシー?, Shimpashī) - 541. (シンパシー(後編)?, Shimpashī (kōhen)) - 542. (死神?, Shinigami) - 543. (死神(中編)?, Shinigami (kōhen)) - 544. (因縁?, Innen) - 545. (因縁(中編)?, Innen (chūhen)) - 546. (因縁(後編)?, Innen (kōhen)) - 547. (プロD VS. スパイラル?, Puro D VS. Supairaru) - 548. (プロD VS. スパイラル(後編)?, Puro D VS. Supairaru (kōhen)) - 549. (走ることとは??, Hashiru koto toha?) - 550. (天然素材?, Tennen sozai) - 551. (ウェットコンディション?, Wetto Kondishon) - 552. (ウェットコンディション(後編)?, Wetto Kondishon (kōhen)) - 553. (ゼロVS.啓介!!?, Zero VS. Keisuke!!) - 554. (ゼロVS.啓介!!(後半)?, Zero VS. Keisuke!! (kōhan)) - 555. (無(ゼロ)の心?, Zero no kokoro) - 556. (無(ゼロ)の心(中編)?, Zero no kokoro (chūhen)) - 557. (無(ゼロ)の心(後編)?, Zero no kokoro (kōhen)) |                             |                             |                                                                            |
| 40    | 20    | 26 dicembre 2009 | ISBN 978-4-06-361854-9      | —                           | —                                                                          |
| 40    | 20    | Capitoli - 558. (静かなる序盤?, Shizuka naru joban) - 559. (静かなる序盤(後編）?, Shizuka naru joban (kōhen)) - 560. (涼介の作戦?, Ryōsuke no sakusen) - 561. (涼介の作戦(後編)?, Ryōsuke no sakusen (kōhen)) - 562. (白い悪魔?, Shiroi akuma) - 563. (白い悪魔(後編)?, Shiroi akuma (kōhen)) - 564. (ゼロ理論vs.公道最速理論?, Zero riron vs. kōdō saisoku riron) - 565. (ゼロ理論vs.公道最速理論(後編)?, Zero riron vs. kōdō saisoku riron (kōhen)) - 566. (フルスロットル?, Furu Surottoru) - 567. (フルスロットル(後編)?, Furu Surottoru (kōhen)) - 568. (ゼロの敗北?, Zero no haiboku) - 569. (危険なダウンヒル?, Kiken na Daunhiru) - 570. (危険なダウンヒル(後編)?, Kiken na Daunhiru (kōhen)) - 571. (白い羽?, Shiroi hane) - 572. (はじめの加速?, Hajime no kasoku) - 573. (はじめの加速(後編)?, Hajime no kasoku (kōhen)) - 574. (天駆ける翼?, Ten kakeru tsubasa) - 575. (藤原ゾーン?, Fujiwara Zōn) |                             |                             |                                                                            |
| 41    | 21    | 6 agosto 2010 | ISBN 978-4-06-361918-8      | —                           | —                                                                          |
| 41    | 21    | Capitoli - 576. (藤原ゾーン(後編)?, Fujiwara Zōn (kōhen)) - 577. (死神vs.涼介?, Shinigami vs. Ryōsuke) - 578. (死神vs.涼介(後編)?, Shinigami vs. Ryōsuke (kōhen)) - 579. (単独行動?, Tandoku kōdō) - 580. (宿命の対決再び?, Shukumei no taiketsu futatabi) - 581. (宿命の対決再び(後編)?, Shukumei no taiketsu futatabi (kōhen)) - 582. (ブランク?, Buranku) - 583. (ブランク(後編)?, Buranku (kōhen)) - 584. (意外な参戦?, Igai na sansen) - 585. (意外な参戦(後編)?, Igai na sansen (kōhen)) - 586. (カリスマ覚醒?, Karisuma kakusei) - 587. (カリスマ覚醒(後編)?, Karisuma kakusei (kōhen)) - 588. (デッド・オア・アライブ?, Deddo oa Araibu) - 589. (デッド・オア・アライブ(後編)?, Deddo oa Araibu (kōhen)) - 590. (必殺のサイドプレス?, Hissatsu no Saido Puresu) - 591. (必殺のサイドプレス(後編)?, Hissatsu no Saido Puresu (kōhen)) - 592. (見切り?, Mikiri) - 593. (見切り(後編)?, Mikiri (kōhen)) |                             |                             |                                                                            |
| 42    | 21    | 6 gennaio 2011 | ISBN 978-4-06-361980-5      | —                           | —                                                                          |
| 42    | 21    | Capitoli - 594. (葛藤?, Kattō) - 595. (葛藤(後編)?, Kattō (kōhen)) - 596. (異変?, Ihen) - 597. (橋の上の死闘?, Hashi no ue no shitō) - 598. (アンダーステア?, Andāsutea) - 599. (アンダーステア?, Andāsutea (kōhen)) - 600. (暴走?, Bōsō) - 601. (暴走(後編)?, Bōsō (kōhen)) - 602. (かおり?, Kaori) - 603. (かおり(後編)?, Kaori (kōhen)) - 604. (終結?, Shūketsu) - 605. (終結(後編)?, Shūketsu (kōhen)) - 606. (不安?, Fuan) - 607. (打ちたいけど打てない?, Uchitai kedo utenai) - 608. (打ちたいけどうてない(後編)?, Uchitai kedo utenai (kōhen)) - 609. (残像?, Zanzō) - 610. (もうひとりの天然(ナチュラル)?, Mōhitori no natyuraru) - 611. (もうひとりの天然(ナチュラル)(後編)?, Mōhitori no natyuraru (kōhen)) |                             |                             |                                                                            |
| 43    | 22    | 6 luglio 2011 | ISBN 978-4-06-382048-5      | —                           | —                                                                          |
| 43    | 22    | Capitoli - 612. (兄と弟?, Ani to otōto) - 613. (母と子?, Haha to ko) - 614. (母と子(後編)?, Haha to ko (kōhen)) - 615. (プラクティス?, Purakutisu) - 616. (プラクティス(後編)?, Purakutisu (kōhen)) - 617. (勝算20パーセント?, Shōsan 20 Pāsento) - 618. (勝算20パーセント(後編)?, Shōsan 20 Pāsento (kōhen)) - 619. (重い空気?, Omoi kūki) - 620. (重い空気(後編)?, Omoi kūki (kōhen)) - 621. (休息?, Kyūsoku) - 622. (休息(後編)?, Kyūsoku (kōhen)) - 623. (アドバンテージ?, Adobantēji) - 624. (出走拒否?, Shussō kyohi) - 625. (出走拒否(後編)?, Shussō kyohi (kōhen)) - 626. (北条兄弟?, Hōjō kyōdai) - 627. (北条兄弟(後編)?, Hōjō kyōdai (kōhen)) - 628. (先行NSX!!?, Senkō NSX!!) - 629. (先行NSX!!(後編)?, Senkō NSX!! (kōhen)) - 630. (共通点?, Kyōtsūten) |                             |                             |                                                                            |
| 44    | 22    | 6 gennaio 2012 | ISBN 978-4-06-382123-9      | —                           | —                                                                          |
| 44    | 22    | Capitoli - 631. (共通点(後編)?, Kyōtsūten (kōhen)) - 632. (覚醒する豪?, Kakusē suru Gō) - 633. (覚醒する豪(後編)?, Kakusē suru Gō (kōhen)) - 634. (加速するバトル?, Kasoku suru Batoru) - 635. (加速するバトル(後編)?, Kasoku suru Batoru (kōhen)) - 636. (悩めるシンジ?, Nayameru Shinji) - 637. (悩めるシンジ(後編)?, Nayameru Shinji (kōhen)) - 638. (さらなる加速?, Saranaru kasoku) - 639. (さらなる加速(後編)?, Saranaru kasoku (kōhen)) - 640. (うれしい誤算?, Ureshī gosan) - 641. (うれしい誤算(後編)?, Ureshī gosan (kōhen)) - 642. (想定外?, Sōtēgai) - 643. (想定外(後編)?, Sōtēgai (kōhen)) - 644. (久保の誤算?, Kubo no gosan) - 645. (久保の誤算(後編)?, Kubo no gosan (kōhen)) - 646. (原点回帰?, Genten kaiki) - 647. (原点回帰(後編)?, Genten kaiki (kōhen)) - 648. (シンクロ?, Shinkuro) - 649. (シンクロ(後編)?, Shinkuro (kōhen)) |                             |                             |                                                                            |
| 45    | 23    | 6 giugno 2012 | ISBN 978-4-06-382181-9      | —                           | —                                                                          |
| 45    | 23    | Capitoli - 650. (焦燥?, Shōsō) - 651. (焦燥(後編)?, Shōsō (kōhen)) - 652. (ヒーロー?, Hīrō) - 653. (ヒーロー(後編)?, Hīrō (kōhen)) - 654. (凛の真意?, Rin no shini) - 655. (凛の真意(後編)?, Rin no shini (kōhen)) - 656. (戦闘開始のゴング?, Sentō kaishi no Gongu) - 657. (戦闘開始のゴング(後編)?, Sentō kaishi no Gongu (kōhen)) - 658. (フルスロットル?, Furu Surottoru) - 659. (フルスロットル(後編)?, Furu Surottoru (kōhen)) - 660. (公道のケンカ?, Kōdō no kenka) - 661. (公道のケンカ(後編)?, Kōdō no kenka (kōhen)) - 662. (極限バトル?, Kyokugen Batoru) - 663. (極限バトル(後編)?, Kyokugen Batoru (kōhen)) - 664. (決着へ?, Ketchaku he) - 665. (決着へ(後編)?, Ketchaku he (kōhen)) - 666. (シンジ始動?, Shinji Shidō) - 667. (余韻?, Yoin) - 668. (拓海発進?, Takumi hasshin) |                             |                             |                                                                            |
| 46    | 23    | 4 gennaio 2013 | ISBN 978-4-06-382256-4      | —                           | —                                                                          |
| 46    | 23    | Capitoli - 669. (最強の敵?, Saikyō no teki) - 670. (最強の敵(後編)?, Saikyō no teki (kōhen)) - 671. (先行するシンジを追え?, Senkō suru Shinji o oe) - 672. (先行するシンジを追え(後編)?, Senkō suru Shinji o oe (kōhen)) - 673. (それぞれのスタイル?, Sorezore no Sutairu) - 674. (それぞれのスタイル(後編)?, Sorezore no Sutairu (kōhen)) - 675. (逆走の原風景?, Gyakusō no gen fūkei) - 676. (逆走の原風景(後編)?, Gyakusō no gen fūkei (kōhen)) - 677. (シンジの蛮行?, Shinji no bankō) - 678. (シンジの蛮行(後編)?, Shinji no bankō (kōhen)) - 679. (混乱?, Konran) - 680. (混乱(後編)?, Konran (kōhen)) - 681. (加速するバトル?, Kasoku suru Batoru) - 682. (加速するバトル(後編)?, Kasoku suru Batoru (kōhen)) - 683. (動きはじめるバトル?, Ugoki hajimeru Batoru) - 684. (動きはじめるバトル(後編)?, Ugoki hajimeru Batoru (kōhen)) - 685. (ねらいうち?, Neraiuchi) - 686. (ねらいうち(後編)?, Neraiuchi (kōhen)) - 687. (転機?, Tenki) - 688. (転機(後編)?, Tenki (kōhen)) |                             |                             |                                                                            |
| 47    | 24    | 6 agosto 2013 | ISBN 978-4-06-382344-8      | —                           | —                                                                          |
| 47    | 24    | Capitoli - 689. (ついて来れるの!??, Tsuite koreru no!?) - 690. (ついて来れるの!?(後編)?, Tsuite koreru no!? (kōhen)) - 691. (別な次元?, Betsuna jigen) - 692. (別な次元(後編)?, Betsuna jigen (kōhen)) - 693. (同調?, Dōchō) - 694. (同調(後編）?, Dōchō (kōhen)) - 695. (自信喪失?, Jishin sōshitsu) - 696. (自信喪失(後編)?, Jishin sōshitsu (kōhen)) - 697. (回想?, Kaisō) - 698. (急転?, Kyūten) - 699. (急転(後編)?, Kyūten (kōhen)) - 700. (情熱?, Jōnetsu) - 701. (情熱(後編)?, Jōnetsu (kōhen)) - 702. (恐怖心?, Kyōfu shin) - 703. (恐怖心(後編)?, Kyōfu shin (kōhen)) - 704. (ノーブレーキ走法?, Nōburēki sōhō) - 705. (ノーブレーキ走法(後編)?, Nōburēki sōhō (kōhen)) - 706. (アンダーステア?, Andāsutea) - 707. (アンダーステア(後編)?, Andāsutea (kōhen)) - 708. (絶体絶命?, Zettaizetsumei) |                             |                             |                                                                            |
| 48    | 24    | 6 novembre 2013 | ISBN 978-4-06-382377-6      | —                           | —                                                                          |
| 48    | 24    | Capitoli - 709. (絶体絶命(後編)?, Zettaizetsumei (kōhen)) - 710. (絶望の淵?, Zetsubō no fuchi) - 711. (絶望の淵(後編)?, Zetsubō no fuchi (kōhen)) - 712. (土俵際?, Dohyōgiwa) - 713. (土俵際(後編)?, Dohyōgiwa (kōhen)) - 714. (最終コーナー?, Saishū Kōnā) - 715. (最終コーナー(後編)?, Saishū Kōnā (kōhen)) - 716. (栄光のゴール?, Eikō no Gōru) - 717. (栄光のゴール(後編)?, Eikō no Gōru (kōhen)) - 718. (解散式?, Kaisan shiki) - 719. (ＤＲＥＡＭ(夢)?, DREAM (yume)) - Extra. (番外編 インパクトブルーの彼方に?, Bangai-hen Inpakutoburū no kanata ni) - Extra. (番外編 インパクトブルーの彼方に(後編)?, Bangai-hen Inpakutoburū no kanata ni (kōhen)) - Extra. (番外編 拓海外伝?, Bangai-hen Takumi gaiden) |                             |                             |                                                                            |